# Мария-Изабела Бурбон-Пармска
Мария-Изабела Бурбон-Пармска (на английски: Princess Isabella of Parma) е дъщеря на херцог Филип I Бурбон-Пармски и на Луиза Елизабет, което я прави внучка на Луи XV.

## Биография
Родена е на 31 декември 1741 г. Мария-Изабела се интересува от философия и теология, свири на цигулка. Страда от периодични депресии, особено след смъртта на майка си (1759), когато започва често да бъде навестявана от мисли за смъртта.
На 6 октомври 1760 г. се омъжва за Йозеф, крал на Римляните и наследник на короната на Свещената Римска империя, и покорява съпруга си и двора във Виена с красотата и интелигентността си.
Мария-Изабела бързо става приятелка със сестрата на Йозеф, Мария-Кристина. Двете са неразделни и въпреки че се виждат всеки ден, си пишат дълги писма, в които Мария-Изабела не крие любовта си към Кристина. Двете имат лесбийска връзка.
Мария-Изабела ражда на съпруга си две дъщери – Мария-Тереза през 1762 г. и Мария-Кристина през 1763 г. Второто им дете умира при раждането.
Самата Мария-Изабела умира само няколко дни по-късно на 21-годишна възраст на 27 ноември 1763 г. от едра шарка. Погребана е в императорската крипта във Виена. Първородната им дъщеря умира на 3-годишна възраст от пневмония.